# Glean Piece
Glean Piece（グリンピース）は沖縄県のレゲエユニットである。
メンバーはUTAとShinの2名。
Glean は“拾い集める”、Piece は“かけら”。二つの意味を合わせて「かけらを拾い集める」 つまり「小さなことからコツコツやる」という思いを込めて Glean Piece と命名。
UTAのワイルドボイスとShinのスウィートボイスのコントラストが特徴的。人に元気を与える「ゆるレゲPOP」をテーマに、レゲエのリディムを拝借した「ゆるゆるでキャッチーなポップソング」を展開する。
ミニアルバムを含むアルバム3作連続沖縄で初登場第1位を獲得した。2020年、結成15周年を迎え、12月10日には記念アルバムFOOT STEPSを発売。

## メンバー
- UTA（ユウタ、1983年7月11日 - ）沖縄県宜野湾市出身
- Shin（シン、1983年10月3日 - ）沖縄県うるま市出身

## ディスコグラフィー

### シングル
- メリグリ（完全限定盤）

QACI-10001（2007年11月21日発売）発売元：イズム
1. メリグリ
2. 冬の帰り道
3. メリグリ(Instrumental)
4. 冬の帰り道(Instrumental)

- To Brother

QACI-10003（2008年3月26日発売）発売：イズム
1. To Brother
2. Big Typhoon
3. To Brother
4. Big Typhoon(Instrumental)

### アルバム
- グリピ!

QACI-30005（2007年7月18日発売）発売元：イズム
1. Opening
2. 空を見上げて
3. サマバケ!!
4. My Friend
5. 虹の上を
6. ここから
7. 酔ing
8. DON DON
9. ☆-HOSHI-
10. ゆ る
11. Special Only One

### DVD
- グリピ!レコ発LIVE2007

QABI-50001（2007年12月19日発売）発売元：イズム
1. 酔ing
2. 空を見上げて
3. ☆-HOSHI-
4. サマバケ!!
5. My Friend
6. 虹の上を
7. DON DON
8. ここから
9. One Morning
10. ゆ る
11. 空を見上げて
12. Special Only One